# Краус, Гюнтер
Гюнтер Краус (нем. Günther Krauss, 17 декабря 1940, Мёнхенгладбах, Германский рейх) — немецкий хоккеист (хоккей на траве), защитник.

## Биография
Гюнтер Краус родился 17 декабря 1940 года в немецком городе Мёнхенгладбах.
Играл в хоккей на траве за «Гладбахер» из Мёнхенгладбаха.
В 1968 году вошёл в состав сборной ФРГ по хоккею на траве на Олимпийских играх в Мехико, занявшей 4-е место. Играл на позиции защитника, провёл 8 матчей, забил 6 мячей (три в ворота сборной ГДР, два — Бельгии, один — Испании).
В 1961—1969 годах провёл за сборную ФРГ 44 матча.